# Dżazirat Tubija
Dżazirat Tubija (ar. جزيرة طوبيا) – bezludna wyspa koralowa w Egipcie, na Morzu Czerwonym u wybrzeży Afryki, na północ od wyspy Dżazirat Safadża w pobliżu miasta Safadża. W odległości kilku kilometrów od wyspy znajdują się miejsca nurkowe w rafach koralowych (m.in. rafa Tubija Kabir), będące celem komercyjnych rejsów z Safadży.